# Bitches Brew Live
Bitches Brew Live è un album live di Miles Davis registrato al Newport Jazz Festival di Newport, Rhode Island, USA il 5 luglio 1969 e al Festival dell'Isola di Wight, UK il 29 agosto 1970. Il disco è stato pubblicato dalla Sony CBS all'inizio del 2011.

## Il disco
L'album in questione raccoglie due esibizioni del Davis del periodo elettrico, la prima completamente inedita, cioè quella di Newport, dove Miles fu costretto ad esibirsi con una formazione ridotta a 4 elementi, senza il sassofonista Wayne Shorter, rimasto bloccato nell'intenso traffico di Newport, mentre la seconda è l'esibizione completa dell'isola di Wight dove Davis e i suoi presero parte al gigantesco festival rock di 600.000 e più persone.

## Tracce
1. Miles Runs the Voodoo Down – 10:26
2. Sanctuary – 3:58
3. It's about That Time/The Theme – 9:40
4. Directions – 7:30
5. Bitches Brew – 10:09
6. It's about That Time – 6:17
7. Sanctuary – 1:10
8. Spanish Key – 8:15
9. The Theme – 2:10

## Formazione (Tracce 1-3) festival di Newport 1969
- Miles Davis - tromba
- Chick Corea - Fender Rhodes piano elettrico
- Dave Holland - basso
- Jack DeJohnette - Batteria

## Formazione (Tracce 4-9) festival di Wight 1970
- Miles Davis - tromba
- Gary Bartz - sax soprano, sax alto
- Chick Corea - piano elettrico (Hohner Electra piano)
- Keith Jarrett - organo elettrico RMI
- Dave Holland - basso elettrico
- Jack DeJohnette - Batteria
- Airto Moreira - percussioni, cuíca